# Bretonischer Waffenverband der SS Bezzen Perrot
Dopo la prima guerra mondiale nasceva il movimento nazionalista e indipendentista Bretone o Parti National Breton (PNB) che voleva l'indipendenza dalla Francia.
Le Parti national breton (PNB, "Strollad Broadel Breizh" in bretone) fu un partito politico nazionalista bretone che fa attivo dal 1931 al 1944.
Le autorità germaniche d'occupazione subito ne approfittarono, nonostante le pesanti proteste del governo francese di Vichy.

## Creazione del Reparto
Così con l'aiuto del locale sezione della Sipo-SD, veniva creato il "Bezen Perrot" o "Unità Perrot".
L'unità forte di 70 uomini, veniva ridesignato "Bretonischer Waffenverband der SS Bezzen Perrot"; portavano tutti l'uniforme con distintivi delle SS.

## Struttura operativa
Fu divisa dal comando delle SS-SD in 2 sezioni, ognuna comandata da un tenente o "Kerrenour".
Ogni sezione era divisa in 4 gruppi, ognuna comandata da un sergente o "Kentour".
Ogni gruppo aveva 4 o 5 uomini o "gour".
- Il 1º gruppo di ogni sezione era chiamato "Shock Group".
- Il 2º gruppo di ogni sezione era chiamato "Protection Group".
- Il 3º e il 4º gruppo di ogni sezione era chiamato "Reinforcement Group".
- La 1ª sezione era comandata dal tenente Léon Jasson "Govez".
- Il 1º gruppo della 1ª sezione era denominato "Lealded".
- Il 2º gruppo della 1ª sezione era denominato "Mac Bride".
- Il 3º gruppo della 1ª sezione era denominato "Ambigateus".
- Il 4º gruppo della 1ª sezione era denominato "Gradlon".
- La 2ª sezione era comandata dal tenente Alan Heussaf "Rovat" / "Professeur".
- Il 1º gruppo della 2ª sezione era denominato "Dahut".
- Il 2º gruppo della 2ª sezione era denominato "Cadoudal".
- Il 3º gruppo della 2ª sezione era denominato "Budoc".
- Il 4º gruppo della 2ª sezione era denominato "Dixmude".

## Impiego del reparto
Furono impiegati soprattutto contro i partigiani Maquis, poi nell'agosto del 1944 alcuni degli appartenenti a tale unità delle SS si ritirarono nell'area di Tubinga. Mentre altri entrarono nella divisione delle SS francesi, la 33. Waffen-Grenadier-Division der SS Charlemagne.
Con la fine della guerra, alcuni di loro trovarono rifugio in Irlanda, mentre altri rimasero in Germania.